# Filip Sasnal
Filip Sasnal (ur. 5 kwietnia 1997 r. w Krakowie) – polski gimnastyk występujący w gimnastyce sportowej.

## Życiorys
W 2016 roku podczas mistrzostw Europy w Bernie zajął 147. miejsce w kwalifikacjach wieloboju. Dwa lata później w Glasgow w tej samej konkurencji był 106. Najlepiej poradził sobie w ćwiczeniach na poręczach, zajmując 61. miejsce. W ćwiczeniach na drążku był 77., a na kółkach – 79.
Na mistrzostwach świata w Stuttgarcie w 2019 roku zajął 121. miejsce w wieloboju.